# Christopher Leitch
Christopher Leitch (geboren vor 1974) ist ein Filmregisseur, Drehbuchautor und Produzent.

## Leben und Karriere
Er war am aktivsten in den neunziger Jahren und ist berühmt geworden wegen seiner Arbeit in Universal Soldier (1992), Mißbrauchte Träume (1995) and CSI: Vegas (2000–2015).

## Filmografie (Auswahl)

### Filmregisseur

#### Filme
- 1974: The First Paintings
- 1987: Teenwolf II (Teen Wolf Too)
- 1994: Hilflos ausgeliefert (Murder or Memory: A Moment of Truth Movie; Fernsehfilm)
- 1995: Mißbrauchte Träume (She fought alone; Fernsehfilm)
- 1996: Ich begehre deinen Sohn (A Friend’s Betrayal ; Fernsehfilm)
- 1997: Griff nach den Sternen (Little Girls in Pretty Boxes; Fernsehfilm)
- 1998: Der Mörder wartet schon (I’ve Been Waiting for You; Fernsehfilm)
- 2001: Blutige Indizien – Das Spiel mit dem Tod (Three Blind Mice; Fernsehfilm)
- 2004: Mordmotiv: Rache (The Survivors Club; Fernsehfilm)
- 2010: Secrets in the Walls

#### Serien
- 1988–1990: China Beach
- 1993–1994: Missing Persons
- 1996–1996: Samurai Girl
- 2007–2009: CSI: Vegas

### Drehbuchautor
- 1979: Der Schläger (The Hitter)
- 1992: Universal Soldier
- 1999: Universal Soldier – Die Rückkehr (Universal Soldier: The Return)

## Auszeichnungen
1988 wurde er Gewinner des CableACE Awards.